# セイス・マノス
『セイス・マノス』（原題：Seis Manos）は、2019年10月3日にNetflixにて配信されたオリジナルアニメ。
本作では1970年代のメキシコを舞台としたアニメ作品である。『悪魔城ドラキュラ -キャッスルヴァニア-』や『ゼウスの血』などオリジナルアニメ作品を手掛けたパワーハウス・アニメーション・スタジオであるCEOのブラッド・グレーバーは、脚本家のアルバロ・ロドリゲスと共同でこのアニメシリーズを制作した。
「セイス・マノス」はスペイン語で「六隻手」という意味である。

## 登場人物
イザベラ
声：アイスリン・デルベス / 野一祐子

ヘスス
声：ジョニー・クルーズ / かぬか光明

エル・バルデ
声：ダニー・トレホ / 手塚秀彰

チウ
声：ヴィク・チャオ / 菅原正志

ガルシア
声：アンジェリカ・バレ / 米田えん

ブリスター
声：マイク・コルター / 石田圭祐

ドミンゴ
声：カルロス・ルーナ / 小林志保

- その他の吹替え出演：広瀬淳、大野香織、宮崎敦吉、羽鳥靖子、斎藤志郎、小野寺悠貴

## 日本語版制作スタッフ
- 翻訳：後藤紗綾香
- 演出：日向泰祐
- 制作：株式会社東北新社、Voice & Script International

## 各話リスト
| 話数      | 邦題                 | 英題                            |
| シーズン1 | シーズン1            | シーズン1                       |
| --------- | -------------------- | ------------------------------- |
| 第1話     | 凶刃に倒る           | Toppled                         |
| 第2話     | 深い悲しみ           | Grief                           |
| 第3話     | 光を飲み込むオオカミ | Night of the Wolves             |
| 第4話     | 囚われの犬たち       | Caged Dogs                      |
| 第5話     | 見えずとも           | Blindfold                       |
| 第6話     | 再会                 | Reunion                         |
| 第7話     | 生と死のはざま       | Between This World and the Next |
| 第8話     | 空虚な場所           | The Empty Place                 |